# Quartier de la Chapelle
Das Quartier de La Chapelle ist der 72. der 80 Quartiers (Stadtviertel) von Paris und liegt im 18. Arrondissement.

## Lage
Das Viertel entspricht etwa dem Gebiet der ehemaligen Gemeinde La Chapelle, die 1860 von Paris eingemeindet wurde. La Chapelle ist ein typisches Pariser Viertel geblieben; es behielt seinen volkstümlichen Charakter. Sein Mittelpunkt liegt um den Place Paul Éluard – Kreuzung der Straßen Marx Dormoy, Ordener und Riquet – und den Markt von La Chapelle.

Lage des Stadtviertels innerhalb des 18. Arrondissement

### Aufteilung der Gemeinde La Chapelle
Bei der Eingemeindung wurde La Chapelle in drei Teile zerlegt:
- Der Teil nördlich der Thiersschen Stadtbefestigung in der Ebene von Saint-Denis wurde den Gemeinden Saint-Ouen-sur-Seine, Saint-Denis und Aubervilliers zugeschlagen.
- Der Teil südlich der Thiersschen Stadtbefestigung wurde in das 18. Arrondissement eingegliedert, jedoch wieder geteilt in das 71. und 72. Stadtviertel.

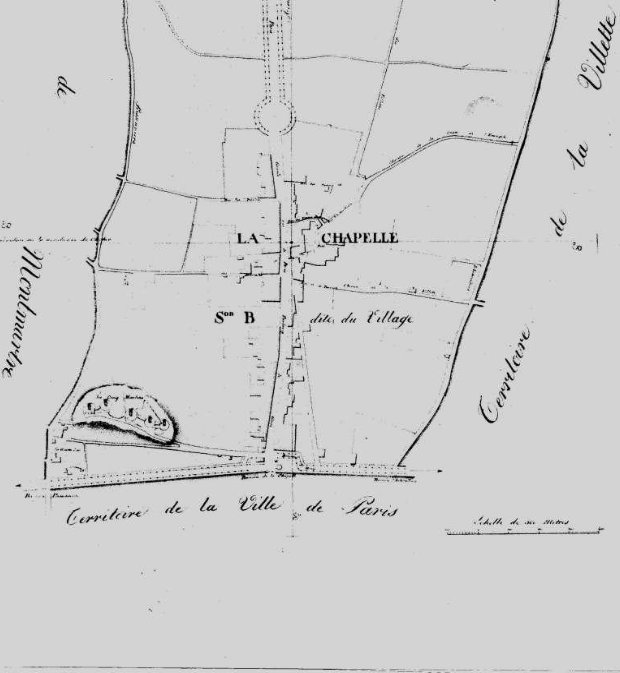
Südlicher Teil von
la Chapelle-Saint-Denis im Jahr 1814

## Geschichte
Das heutige Quartier de la Chapelle entspricht etwa dem ehemaligen Zentrum der Gemeinde La Chapelle, dessen Ursprung in das Frühmittelalter zurückreicht. Der Ort lag entlang einer alten Römerstraße, die von Paris nach Saint-Denis führte. In der Mitte der Ortschaft stand die Église Saint-Denys de la Chapelle. Das Dorf verdankte seinen Wohlstand dem Foire du Lendit und den Viehmärkten entlang dem ehemaligen chemin des Bœufs  (deutsch Rinderweg). Die Industrielle Revolution im 19. Jahrhundert veränderte die Demographie des Dorfes gewaltig, da sich viele Arbeiter hier niederließen. Diese Entwicklung wurde vor allem von der Eröffnung der Eisenbahnstrecken der Compagnie des chemins de fer du Nord und der Chemins de fer de l’Est unterstützt.
Auf Anraten des Präfekten Haussmann und anlässlich der städtischen Erweiterung beschloss Napoleon III., die zu anderen Gemeinden gehörenden Gebiete im Bereich der Thiersschen Stadtbefestigung in Paris einzugliedern. Das Gesetz vom 16. Juni 1859 bezüglich der Ausdehnung von Paris bis an die Thierssche Stadtbefestigung hatte die Auflösung der Gemeinde La Chapelle zur Folge:
- Paris, für den Hauptteil
- Saint-Denis
- Aubervilliers, für den östlichen Teil am Chemin des Fillettes
- Saint-Ouen

Der Mittelpunkt der ehemaligen Gemeinde La Chapelle, wo sich das Rathaus befand (heute steht hier das Collège Marx-Dormoy) und die alte Église Saint-Denys de la Chapelle, entspricht heute dem Quartier de La Chapelle. Der westliche Teil der ehemaligen Gemeinde entspricht heute dem Quartier de la Goutte d’Or.
Die alte Zollschranke (französisch barrière de l’octroi) wurde am 1. Januar 1860 vom Place de la Chapelle zur Porte de la Chapelle versetzt.
Das Viertel ist mehrfach umgestaltet und saniert worden. 2017 fand es die besondere Aufmerksamkeit der Medien, als Bewohnerinnen dieses Arbeiterviertels sich über Belästigungen und Übergriffe durch Männer und Männergruppen auf der Straße beschwert hatten, deren Opfer sie waren.

## Sehenswürdigkeiten
- Markthalle von La Chapelle, sie wurde 1981 zum Monument historique[5]
- Église Saint-Denys de la Chapelle
- Basilique Sainte-Jeanne-d'Arc
- Jardins Rosa Luxemburg[6]

## Berühmte Bewohner
- Louise de Marillac (1591–1660), Adlige und Ordensgründerin, wohnte von 1636 bis 1641 an der Ecke Rue Marx-Dormoy/Place de la Chapelle.
- François Eudes de Mézeray (1610–1683), Schriftsteller und Historiker, starb hier in seinem Landhaus.
- Claude-Emmanuel Lhuillier (1626–1686), Dichter und Literat, wurde hier geboren.
- Paul Éluard (1895–1952), Lyriker wohnte hier.
- Albert Simonin (1905–1980), Drehbuchautor und Autor von Kriminalromanen.
- Doc Gynéco (* 1974), Rapper, ist hier aufgewachsen.
- Teddy Riner (* 1989), Judoka, ist hier aufgewachsen.